# Hautot-Saint-Sulpice
Hautot-Saint-Sulpice – miejscowość i gmina we Francji, w regionie Normandia, w departamencie Sekwana Nadmorska. Nazwa miejscowości pochodzi od imienia św. Sulpicjusza.
Według danych na rok 1990 gminę zamieszkiwało 496 osób, a gęstość zaludnienia wynosiła 58 osób/km² (wśród 1421 gmin Górnej Normandii Hautot-Saint-Sulpice plasuje się na 455. miejscu pod względem liczby ludności, natomiast pod względem powierzchni na miejscu 431.).